# Jenny Elvers
Jenny Elvers (11 mai 1972) est une actrice et présentatrice allemande. 

## Filmographie

### Cinéma
- 1996 : Männerpension
- 2006 : Les Enragés

### Télévision
- 2009 : Ma belle-fille est un homme
- 2009 : La Colère du volcan
- 2011 - 2012 : Un cas pour deux